# Po Klong Garai
Po Klong Garai (tiếng Chăm: Po Klaung Yăgrai, 1151 - 1205) là vua của tiểu quốc Panduranga trong 38 năm. Ông đã lãnh đạo người Chăm đương cự thành công ách đô hộ của triều đình Angkor, bình định xứ sở và phát triển nông nghiệp, được người Chăm suy tôn như vị thần thủy lợi. Ông và Jaya Indravarman IV (vua của Champa) có khả năng là cùng một người.

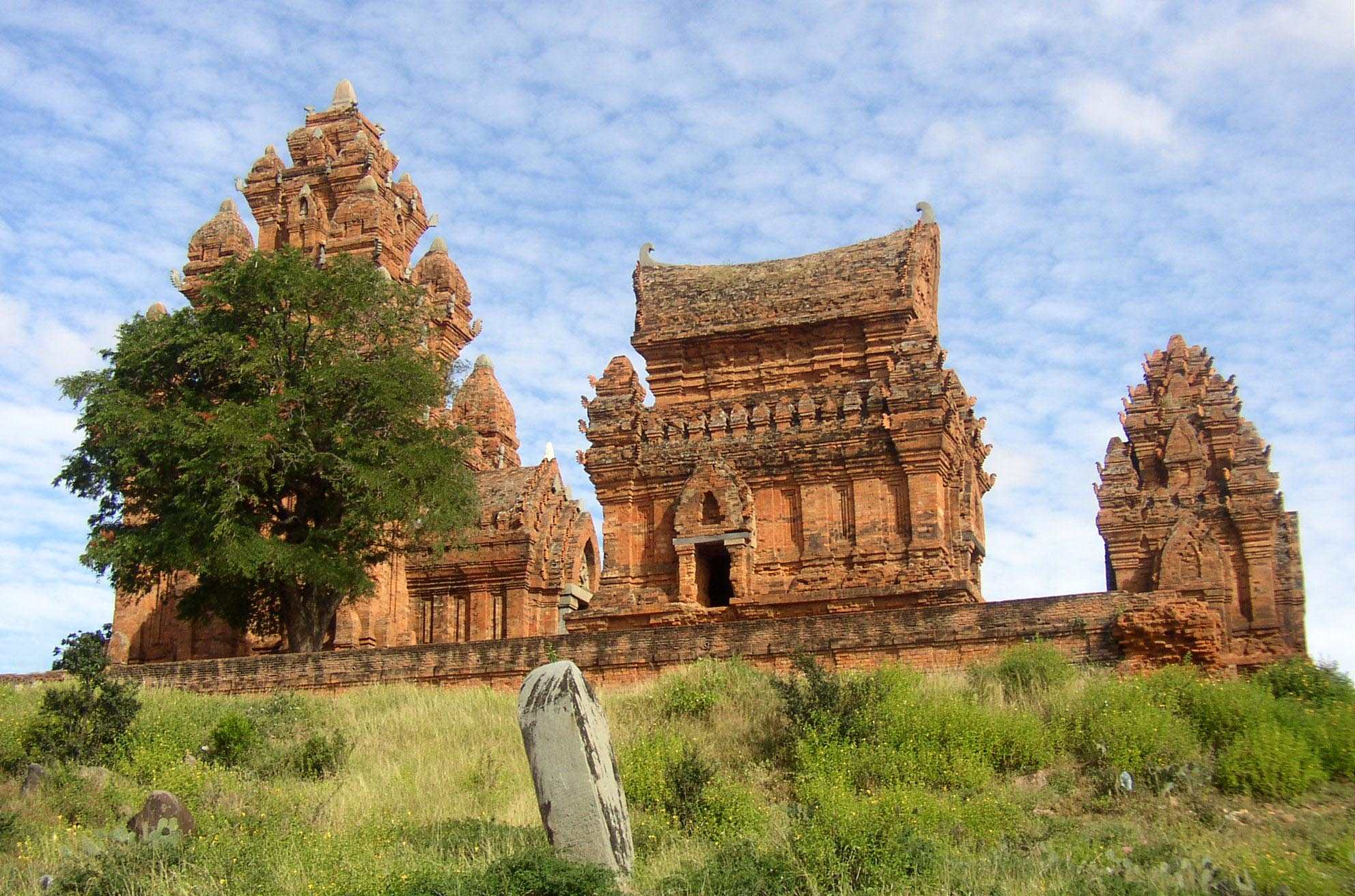
Lăng Po Klong Garai.

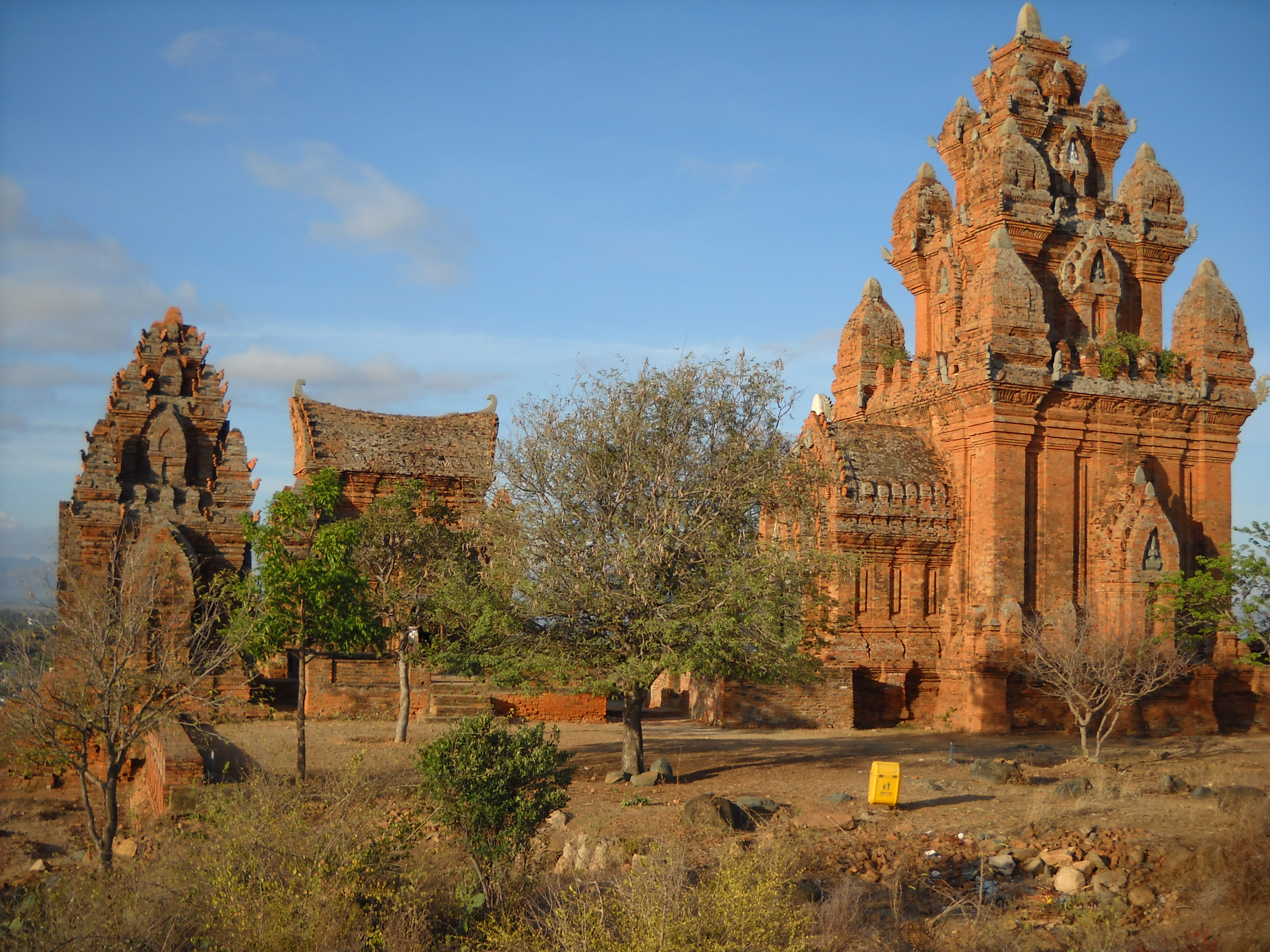
Tháp Po Klong Garai.

## Lịch sử và công lao
Là một người được suy tôn là thần thủy lợi, anh hùng dân tộc Chăm; ông đã có những công lao to lớn cho tiểu quốc Panduranga như: 
- Xây dựng công trình thủy lợi như đập Nha Trinh, đập Sông Cấm,...
- Dời đô lên Băl Hangâu để làm nơi ẩn náu khỏi quân xâm lược Khmer và tìm kiếm sự hỗ trợ từ các cộng đồng cùng tộc.
- Ông đã lãnh đạo một cuộc thủy chiến chớp nhoáng ngược sông Mêkong để tấn công đế quốc Angkor, giải phóng tiểu quốc Panduranga.

## Phụng thờ
Vua Klong Garai được thờ tự tại Tháp Po Klong Garai.
Tháp Poklong Garai nằm trên đồi Trầu, thuộc phường Đô Vinh, cách trung tâm thành phố Phan Rang-Tháp Chàm 9 km về phía Tây Bắc, được xây dựng vào cuối thế kỷ 13 đầu thế kỷ 14 (thời vua Shihavaman, người Việt gọi là Chế Mân) để thờ vua Klong Garai (1151-1205), vị vua đã có nhiều công lớn trong việc cai trị đất nước.
Tháp Po Klong Garai là một cụm tháp Chàm hùng vĩ và đẹp nhất còn lại ở Việt Nam. Tháp Pô Klong Garai là một tổng thể gồm ba tháp: tháp chính (cao 20,5m), tháp lửa (cao 9,31m), tháp cổng (cao 8,56m). Công trình này có trình độ kiến trúc, nghệ thuật, điêu khắc đạt đến đỉnh cao. Tháp đã được Bộ Văn hóa xếp hạng di tích kiến trúc nghệ thuật năm 1979.

## Truyền thuyết
Có một truyền thuyết liên quan đến tháp Poklong Garai kể rằng ngày xưa ở Plei Chakling có hai ông bà tên Ôn Paxa và Muk Chakling dù đã cao niên nhưng chưa có con. Một lần ra biển mò cua bắt ốc ông bà thấy có một đứa bé đang trôi trên bọt nước bèn đem về nuôi và đặt tên là Karit.
Karit lớn lên trở thành một cô gái xinh đẹp, nết na nên được nhiều người quý mến. Một hôm, Karit cùng cha vào rừng hái củi. Trời nóng nực, hai cha con khát nước nhưng chung quanh lại không có sông suối. Bỗng Karit thấy một tảng đá bên trên đọng ít nước trong, liền đến uống. Lạ thay nàng uống đến đâu nước trong đá tràn ra đến đó. Nhưng khi nàng đi gọi cha đến uống thì chẳng thấy giọt nước nào.
Sau dạo đó Karit có thai và rồi sinh ra một cậu bé đã xấu xí lại rất háu ăn. Ông bà đặt tên cho cậu là Jatol. Karit không chịu nổi lời đàm tiếu là gái chửa hoang nên bỏ đi để con lại cho ông bà nuôi. Đứa bé càng lớn càng xấu xí, mình lại đầy ghẻ chốc nên chẳng mấy đứa chịu chơi chung. Khi ông bà mất, cậu cũng vừa khôn lớn. Cậu cùng bạn là Po Klonchanh đi buôn trầu. Một hôm trên đường về, Jatol thấy mệt nên nghỉ ở tảng đá bên đường. Pô Klonchanh về trước rồi đem cơm ra cho bạn. Khi trở lại Pô Klonchanh thấy có hai con rồng trắng đang liếm mình Jatol. Po Klonchanh chạy đến thì hai con rồng biến mất và lạ thay Jatol đã trở thành một thanh niên tuấn tú, khôi ngô khác thường. Điềm lạ đó dần lan ra khắp miền và rồi đến tai vua Nuhol, người đang cai trị Iaru. Được biết Jatol sẽ là một vị thiên tài xuất chúng, vua Nuhol cho vời Jatol đến. Thấy đúng như lời đồn đại vua đã giữ Jatol lại và gả công chúa Thakol cho.
Năm 1167, vua Sulekha ở Bal Sri Banây băng hà mà không có người nối ngôi. Biết Jatol là một nhân tài, quần thần đã cho voi trắng rước về nối ngôi. Jatol lên làm vua, xưng là Po Klong Garai. Sau 5 năm, ông dời đô lên Bal Hangâu. Bấy giờ, Panduranga, quê hương của ông bị quân Chân Lạp thường xuyên đánh phá. Pô Klong Garai phải mang quân vào Panduranga tiếp sức và dẹp loạn. Theo sử liệu Chăm thì vào năm Sửu, Chăm lịch, vua Po Klong Garai từ Balcribanơi vào Panduranga xem địa thế để xây tháp kỷ niệm thuở hàn vi của mình. Khi đến vùng Balhul thì bị tướng Hakral người Miên đang cai quản hạt này ngăn cản. Vua Po Klong Garai không muốn xảy ra cuộc đổ máu vô ích nên thách tướng Miên thi tài xây tháp, ai xây xong trước sẽ thắng. Biết khó đánh thắng vua Pô Klong Garai bằng sức mạnh quân sự, Hakral đã chấp thuận. Vua Po Klong Garai xây tháp trên đồi Balhla, còn tướng Hakral xây ở vùng Balhul. Kết cục, bên vua Po Klong Garai hoàn thành trước, tướng Hakral thua cuộc đành rút quân về.